# Алексеев, Леонид Петрович
Леонид Петрович Алексеев (4 июня 1939 года — 29 января 2019 года) — советский и российский генетик, член-корреспондент РАМН (2011), член-корреспондент РАН (2014).

## Биография
Родился 4 июня 1939 года.
В 1964 году — окончил 1-й Московский медицинский институт.
С 1963 по 1970 годы — лаборант в Институте нормальной патологической физиологии АН СССР.
С 1970 по 1980 годы — младший, старший научный сотрудник в Институте трансплантации органов и тканей АМН СССР.
С 1980 года — заведующий лаборатории, заведующий отделом, заместитель директора Института иммунологии.
В 2011 году — избран членом-корреспондентом РАМН.
В 2014 году — стал членом-корреспондентом РАН (в рамках присоединения РАМН и РАСХН к РАН).
Умер 29 января 2019 года. Похоронен на Ваганьковском кладбище (10 уч.).

## Научная деятельность
Вел исследования в областях инфекционной иммунологии, иммунохимии, иммуногенетики человека, биотехнологии, молекулярной генетики.
Изучал генетический контроль иммунного ответа на молекулярно-генетическом и клеточном уровнях, устанавливал факторы, влияющие на генетическую предрасположенность или устойчивость человека к заболеваниям, тканевую совместимость.
Автор более 400 научных работ, включая 7 монографий; руководитель 32 кандидатских и докторских диссертаций.

## Награды
- Премия Правительства Российской Федерации в области науки и техники (в составе группы, за 2011 год) — за создание, организацию и внедрение системы иммунологического и аллергологического мониторинга для профилактики и лечения иммунозависимых социально значимых заболеваний[3]
- Заслуженный деятель науки Российской Федерации (2009)[4]

## Из библиографии
- Синдром отторжения при трансплантации почки / В. И. Шумаков, Э. Р. Левицкий, Н. Ф. Порядин, Л. П. Алексеев. — М. : Медицина, 1982. — 271 с.
- Система Iа-антигенов. Генетика, структура, функция / Н. В. Медуницын, Л. П. Алексеев. — М. : Медицина, 1987. — 173,[2] с. : ил.
- Антигены системы HLA при различных заболеваниях и трансплантации / А. М. Сочнев, Л. П. Алексеев, А. Т. Тананов; Риж. мед. ин-т. — Рига : Зинатне, 1987. — 167,[1] с. : ил.;
- Иммуногенетика и иммунология: резистентность к инфекции / Р. М. Хаитов, В. М. Манько, Л. П. Алексеев и др. — Ташкент : Изд-во им. Ибн Сины, 1991. — 454,[2] с.; 22 см; ISBN 5-638-00192-1
- Иммуногенетика человека и биобезопасность / М. А. Пальцев, Р. М. Хаитов, Л. П. Алексеев. — Москва : Медицина, 2007. — 143 с. : ил., табл., цв. ил.; 22 см; ISBN 5-225-03913-8
  - Иммуногенетика человека и биобезопасность / М. А. Пальцев, Р. М. Хаитов, Л. П. Алексеев. — 2-е изд., перераб. и доп. — Москва : Медицина, 2009. — 255, [1] с. : ил., табл., цв. ил.; 22 см; ISBN 5-225-03382-2
- Иммуногенетика и биобезопасность / Хаитов Р. М., Алексеев Л. П. ; [ФГБУ «ГНЦ Ин-т иммунологии» ФМБА России]. — Москва : Миттель Пресс, 2014. — 230 с. : ил., портр.; 25 см; ISBN 978-5-212-01303-1
- Иммуногеномика и генодиагностика человека : национальное руководство / Р. М. Хаитов, Л. П. Алексеев, Д. Ю. Трофимов. — Москва : ГЭОТАР-Медиа, 2017. — 255 с., [24] л. цв. ил., табл. : табл.; 21 см. — (Национальное руководство).; ISBN 978-5-9704-4139-8 : 3000 экз.